# Andrewsiphius
Andrewsiphius — вимерлий ремінгтоноцетидний ранній кит, відомий з еоцену (лютет, від 47.8 до 41.2 мільйонів років тому) Гуджарату та Катча, Індія та Белуджистан, Пакистан.

## Опис
Andrewsiphius схожий на Kutchicetus (інший ремінгтоноцетид), але менший за нього; Гінгеріч та ін. У 2001 році вони були синонімами, а Thewissen & Bajpai 2009 запропонували нову підродину, Andrewsiphiinae, для двох видів. Однак пізніші автори все ще приймають обидва як окремі роди.
Andrewsiphius і Kutchicetus мають кілька характеристик, яких немає в інших ремінгтоноцетид: подовжена морда, яка вища, ніж широка; отвори (дрібні дірочки) на кінчику морди, що говорять про наявність вусів; очі, розташовані дорсально біля серединної лінії черепа, в результаті чого виглядає як крокодил; і дуже великий сагітальний гребінь, що нависає над задньою частиною черепа. Інші характеристики відрізняють їх: другий і третій верхній і нижній премоляри є двокореневими у Andrewsiphius, але однокореневі у Kutchicetus; хвостові хребці більш міцні у Andrewsiphius.
Andrewsiphius, порівняно з ремгінтоноцетидами Remingtonocetus і Dalanistes, менший, має вужчий рострум і менші премоляри, розділені довшими діастематами.